# Atena Àlea
Àlea (Grec antic: Ἀλέα) era un epítet de la deessa grega Atena, amb rellevància en la mitologia arcàdia, sota el qual era venerada a Àlea, Mantinea i Tègea. Àlea era inicialment una deessa independent, però fou finalment assimilada amb Atena. Una estàtua d'Atena Àlea va estar emplaçada a la carretera d'Esparta a Terapne. El seu santuari més important era el famós Temple d'Atenea Àlea a Tègea.